# 고묘 황후

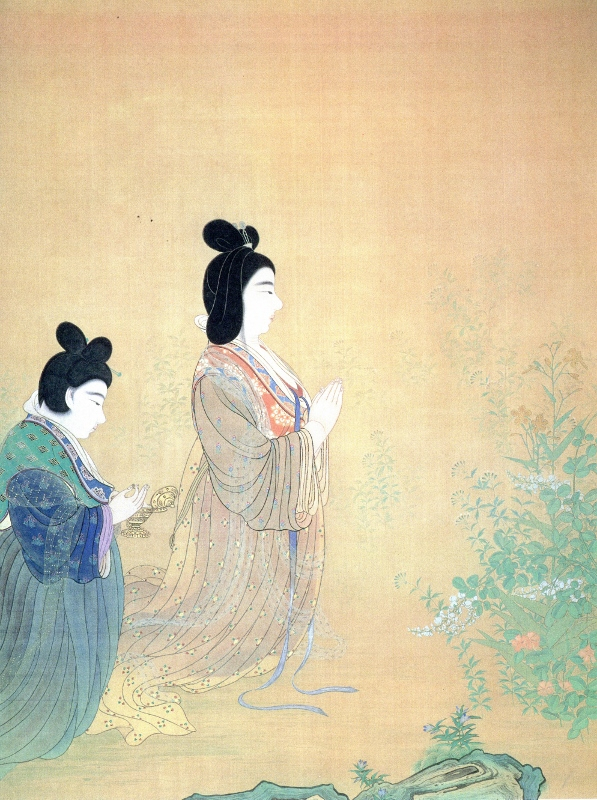

고묘 황후(일본어: 光明皇后 こうみょうこうごう[*], 다이호(大宝) 원년(701년) ~ 덴표호지(天平宝字) 4년(760년) 6월 7일(양력 7월 27일))은 일본 나라 시대(奈良時代)의 인물이다.
쇼무 천황(聖武天皇)의 황후로 후지와라노 후히토(藤原不比等)의 딸, 어머니는 아가타노이누카이노 미치요(県犬養三千代, 다치바나노 미치요橘三千代)로 쇼무 천황의 어머니 후지와라노 미야코(藤原宮子)의 이복 여동생(즉 쇼무 천황은 나이 비슷한 이모와 혼인한 셈). 이름은 아스카베히메(安宿媛)로, 고묘시(光明子), 도산죠(藤三娘)라고도 불린다. 한편 「고묘 황후」(光明皇后)라는 칭호는 시호나 추존이 아닌 통칭으로써, 정식 존호는 천평응진인정황태후(天平応真仁正皇太后)이다. 또한 황족이 아닌 자로써 황후가 된 선례이기도 하다.

## 생애
쇼무 천황이 아직 황태자로 있을 때 혼인하였고, 요로(養老) 2년(718년)에 딸 아베 내친왕(阿倍内親王, 훗날의 고켄孝謙・쇼토쿠称徳 천황)이 태어났다. 진키(神亀) 원년(724년)에 남편이 천황으로 즉위하고 동시에 후궁(後宮)의 위계인 부인(夫人)의 호를 얻었다. 진키 4년(727년), 아들 모토 왕(基王)이 태어났다.
그러나 진키 5년(728년), 황태자로 세워진 모토 왕(基王)이 요절하고 후사 문제로 나가야 왕(長屋王)이 역적으로 몰려 죽는 사건이 발생하는(나가야 왕의 정변) 등 조정은 어수선했다. 나가야 왕의 정변 이후, 덴표(天平) 원년(729년)에 황후로 삼는다는 조가 내려졌다. 이는 왕족 이외의 집안에서 왕후가 나온 최초의 사례였다. 그 뒤 후지와라씨(藤原氏)의 자녀가 황후가 되는 것이 일본에서 하나의 선례가 되었다.
모토 왕의 죽음으로 유일한 딸인 아베 내친왕이 태자로 책봉되었다. 이 태자가 천황으로 즉위하고 난 뒤인 덴표쇼호(天平勝宝) 원년(749년) 이후 황후궁직(皇后宮職)을 시비추다이(紫微中台)라 개칭하였다. 시비추다이의 장관으로는 후지와라노 나카마로(藤原仲麻呂)가 임명되었다.
덴표쇼호 8년(756년)에 남편 쇼무 태상천황(太上天皇)이 붕어하고, 그 2년 뒤에 황태후의 칭호가 더해졌다.
덴표호지 4년(760년)에 붕어, 사호산동릉(佐保山東陵)에 묻혔다.
고묘 황후는 불교에 귀의해 도다이지(東大寺), 고쿠분지(国分寺) 설립을 남편 쇼무 천황에게 진언하였다고 전한다. 또한 가난한 자를 구제하기 위한 시설 비전원(悲田院), 의료 시설인 시약원(施薬院)을 지어 자선 사업에도 힘을 쏟았다. 쇼무 태상천황 사후 49제에 유품을 도다이지에 기증했는데, 그 보물을 보관하기 위해 지었던 것이 바로 쇼소인(正倉院)이다. 나아가 고후쿠지(興福寺), 호코지(法華寺), 신야쿠시지(新薬師寺) 등 많은 절을 짓거나 정비하였다.
서예에도 뛰어났는데, 황후 자신이 몸소 베낀 동진의 서예가 왕희지(王羲之)의 《악의론》(楽毅論)과 당나라 두정장(杜正蔵) 등 삼형제의 문집 《두가입성잡서요략》(杜家立成雑書要略)이 모두 쇼소인에 남아 전한다. 쇼소인에 기진되어 소장하게 된 물품 가운데는 신라의 승려 원효(元曉)가 지은 《판비량론》(判比量論)의 필사본도 포함되어 있다.
고묘 황후가 지은 와카(和歌) 4수가 《만요슈》(萬葉集)에 남아 전한다.

## 같이 보기
- 쇼무 천황